# 奧維尤爾區
50°42′36″N 90°54′04″E / 50.710°N 90.901°E
奧維尤爾區（俄语：Овюрский кожуун）是俄羅斯圖瓦共和國的一個区，位於該國南部，面積4,400平方公里，行政中心为汉达盖特。2010年人口7,022，人口密度每平方公里1.6人。
该区区名“Өвүр”在图瓦语中意为“南”。